# Guadahortuna
Guadahortuna er en by og kommune i det sydøstlige Spanien i provinsen Granada. Den har et indbyggertal på 1.830 (2024) indbyggere.